# ندای زمین (فیلم ۱۹۶۹)
ندای زمین (به انگلیسی: Call of the Earth) یا زمین ندا می‌دهد (به هندی: Dharti Kahe Pukar Ke) فیلمی محصول سال ۱۹۶۹ و به کارگردانی دولال گوها است. در این فیلم بازیگرانی همچون ناندا، سانجیو کومار، جیتندرا، دورگا کوته، آبی باتاچاریا، لیلا میشرا و ای. کی. هانگال ایفای نقش کرده‌اند.